# Bigbang 03
BIGBANG 03 – trzeci singel południowokoreańskiej grupy Big Bang, wydany 22 listopada 2006 roku przez YG Entertainment. Singel promował pierwszy album zespołu – BIGBANG Vol.1. Sprzedał się w liczbie 29 138 egzemplarzy (stan na luty 2007 rok).

## Lista utworów
| Nr | Tytuł                                                                    | Słowa                    | Kompozycja               | Aranżacja                | Czas |
| -- | ------------------------------------------------------------------------ | ------------------------ | ------------------------ | ------------------------ | ---- |
| 1. | "Victory (Intro)"                                                        | G-Dragon                 | G-Dragon, Brave Brothers | G-Dragon, Brave Brothers | 1:52 |
| 2. | "Big Bang"                                                               | G-Dragon                 | Perry                    | Perry                    | 3:26 |
| 3. | "Forever With U" (feat. Park Bom z 2NE1)                                 | G-Dragon, T.O.P          | Brave Brothers           | Brave Brothers           | 3:39 |
| 4. | "Good Bye Baby"                                                          | Taeyang, G-Dragon, T.O.P | Perry, Brave Brothers    | Perry, Brave Brothers    | 3:32 |
| 5. | "Useo Bonda (Laugh It Off)" (kor. 웃어본다(Laugh It Off)) (Daesung solo) | An Young-min             | Lee Ryu-won              | Lee Ryu-won              | 4:13 |

## Notowania
| Lista                                   | Najwyższa pozycja |
| --------------------------------------- | ----------------- |
| Recording Industry Association of Korea | 7 (Monthly Chart) |
| Recording Industry Association of Korea | 52 (Yearly Chart) |